# Panellenio Protathlema 1939-1940
La Panellenio Protathlema 1939-1940 è stata l'undicesima edizione del campionato di calcio greco concluso il 16 giugno 1940 con la vittoria dell'AEK Atene, al suo secondo titolo consecutivo.

## Formula
Venne disputata una prima fase regionale con le migliori squadre ammesse alla fase finale dove furono divise in due gironi: quello meridionale (con i club di Atene e dell'Attica) composto da otto squadre che giocarono un girone di andata e ritorno per un totale di quattordici partite e quello settentrionale (con i club di Salonicco e della Tracia) composto da due gruppi da tre che giocarono un girone di andata e ritorno per un totale di quattro partite con la finale tra le prime classificate.
Le vincenti di ciascun girone furono ammesse alla finale con andata e ritorno per il titolo di campione.

## Classifica prima fase

### Girone meridionale
|  | Pos. | Squadra         | Pt | G  | V  | N | P  | GF | GS | DR  |
|  | ---- | --------------- | -- | -- | -- | - | -- | -- | -- | --- |
|  | 1.   | AEK Atene       | 40 | 14 | 13 | 0 | 1  | 48 | 11 | +37 |
|  | 2.   | Olympiacos      | 34 | 14 | 9  | 2 | 3  | 31 | 19 | +12 |
|  | 3.   | Panathīnaïkos   | 32 | 14 | 8  | 2 | 4  | 42 | 14 | +28 |
|  | 4.   | Ethnikos Pireo  | 31 | 14 | 7  | 3 | 4  | 21 | 16 | +5  |
|  | 5.   | Apollōn Smyrnīs | 27 | 14 | 5  | 3 | 6  | 19 | 26 | -7  |
|  | 6.   | Athīnaïkos      | 22 | 14 | 2  | 4 | 8  | 12 | 32 | -20 |
|  | 7.   | Asteras Atene   | 21 | 14 | 3  | 1 | 10 | 17 | 40 | -23 |
|  | 8.   | Proodeftikī     | 14 | 14 | 1  | 1 | 13 | 16 | 43 | -27 |

Legenda:

      Ammessa alla finale
Note:

Tre punti a vittoria, due a pareggio, uno a sconfitta.

#### Verdetti
- AEK Atene ammessa alla finale

#### Marcatori
| Gol |  |  | Giocatore            | Squadra       |
| --- |  |  | -------------------- | ------------- |
| 17  |  |  | Maropoulos Kleanthis | AEK Atene     |
| 12  |  |  | Chatzistavridis      | AEK Atene     |
| 12  |  |  | Vazos Jiannis        | Olympiacos    |
| 12  |  |  | Mpoltasis Dimitris   | Panathīnaïkos |

### Girone settentrionale

#### Gruppo A
|  | Pos. | Squadra        | Pt | G | V | N | P | GF | GS | DR |
|  | ---- | -------------- | -- | - | - | - | - | -- | -- | -- |
|  | 1.   | PAOK           | 9  | 4 | 2 | 1 | 1 | 7  | 6  | +1 |
|  | 2.   | Arīs Salonicco | 9  | 4 | 2 | 1 | 1 | 9  | 7  | +2 |
|  | 3.   | Īraklīs        | 6  | 4 | 1 | 0 | 3 | 8  | 11 | -3 |

Legenda:

      Ammessa alla finale
Note:

Tre punti a vittoria, due a pareggio, uno a sconfitta.

#### Gruppo B
|  | Pos. | Squadra        | Pt | G | V | N | P | GF | GS | DR  |
|  | ---- | -------------- | -- | - | - | - | - | -- | -- | --- |
|  | 1.   | Filippi Kavala | 9  | 4 | 2 | 1 | 1 | 15 | 5  | +10 |
|  | 2.   | Iraklis Serron | 8  | 4 | 2 | 0 | 2 | 12 | 13 | -1  |
|  | 3.   | Aspis Xanthi   | 7  | 4 | 1 | 1 | 2 | 7  | 16 | -9  |

Legenda:

      Ammessa alla finale
Note:

Tre punti a vittoria, due a pareggio, uno a sconfitta.

#### Finale gruppo B
La finale di andata si disputò il 19 maggio a Salonicco mentre quella di ritorno il 2 giugno 1940 a Kavala. Il PAOK si qualificò alla finale nazionale grazie alla regola del gol fuori casa.
| Salonicco 19 maggio 1940 | PAOK | 5 – 0 | Filippi Kavala |  |

| Kavala 2 giugno 1940 | Filippi Kavala | 3 – 1 | PAOK |  |

#### Verdetti
- PAOK Salonicco ammessa alla finale

## Finale
La finale di andata si disputò il 9 ad Atene mentre quella di ritorno il 16 giugno 1940 a Salonicco. L'AEK vinse entrambi gli incontri e si confermò campione.
| Atene 9 giugno 1940 | AEK Atene | 1 – 0 | PAOK |  |

| Salonicco 16 giugno 1940 | PAOK | 3 – 4 | AEK Atene |  |

### Verdetti
- AEK Atene campione di Grecia